# Квічаль індонезійський
Квіча́ль індонезійський (Zoothera andromedae) — вид горобцеподібних птахів родини дроздових (Turdidae). Мешкає в Південно-Східній Азії.

## Опис

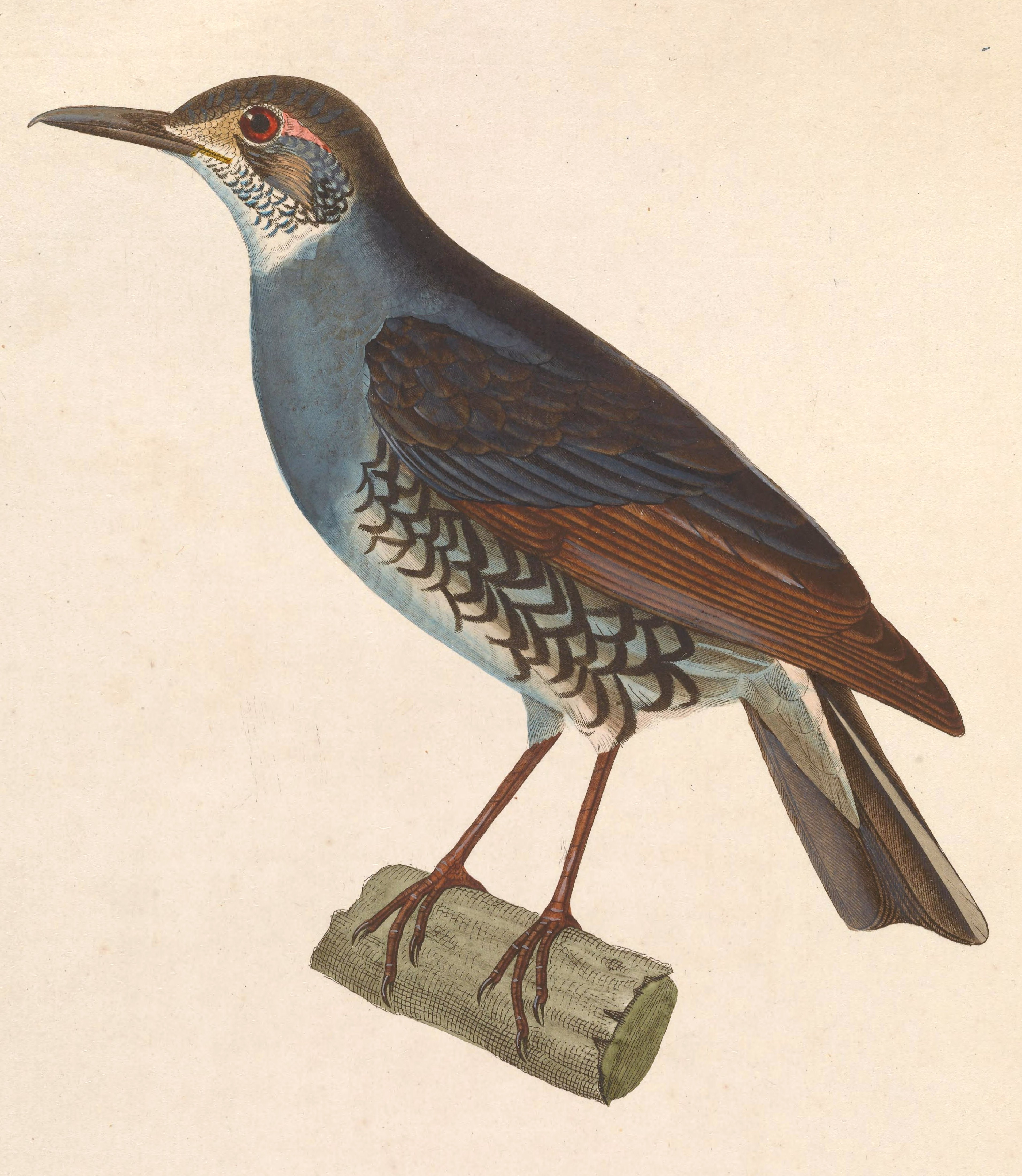
Індонезійський квічаль

Довжина птаха становить 23-25 см, вага 81-108 г. Верхня частина тіла темно-сіра, крила і хвіст буоувато-сірі. Голова бурувато-чорна, навколо очей білі кільця, обличчя білувате, під дзьобом темні "вуса". Нижня частина тіла світло-сіра, живіт і нижні покривні пера хвоста білуваті, боки поцятковані чорним лускоподібним візерунком. Дзьоб довгий, чорнуватий, лапи чорнуваті.

## Поширення і екологія
Індонезійські квічалі мешкають на Суматрі, на островах Енгано, Ява, Балі, на Малих Зондських островах (на схід до Романґи) та на островах Філіппінського архіпелагу. Вони живуть в підліску вологих грських і хмарних тропічних лісів. Зустрічаються на висоті від 450 до 2260 м над рівнем моря, зокрема на Філіппінах на висоті понад 1000 м над рівнем моря, на Суматрі на висоті від 1200 до 2200 м над рівнем моря, на Тиморі на висоті від 1200 до 1600 м над рівнем моря. Живляться комахами, яких шукають на землі, серед густої трави. Сезон розмноження триває з жовтня по лютий. Гніздо робиться з моху, корінців, лишайників і листя, скріплених глиною, розміщується на дереві. В кладці 2-3 охристих яйця, поцяткованих коричневими плямками.